# ЗПУ-2
ЗПУ-2 (індекс ГАУ — 56-УС-562) — радянська спарена зенітна кулеметна установка. Використовує два 14,5-мм важких кулемети КПВ.

## Історія створення
Розробку спареної зенітної кулеметної установки було розпочато на конкурсній основі на Заводі № 2. У листопаді 1944 був виготовлений перший зразок конструкції С. В. Володимирова та Г. П. Маркова. У 1945 році зразок пройшов порівняльні випробування із встановленням конструкції Федіра Токарєва. За результатами випробувань найкращою була визнана конструкція С. В. Володимирова. Після усунення зауважень та доробок, у 1948 році дослідним зразком було пройдено полігонні та військові випробування. У 1949 році ЗПУ-2 було прийнято на озброєння. Серійне виробництво було розгорнуте на Заводі №525..

## Опис конструкції
Основним завданням ЗПУ-2 є ураження повітряних сил противника (літаків, десантних підрозділів). Також може використовуватися для обстрілу легкоброньованої техніки, скупчень живої сили та надводних підрозділів. Пересування установки на короткі дистанції може виконуватись силами розрахунку.
Основними складовими частинами ЗПУ-2 є: кулемети, установка, колісний хід та прицільні пристрої. Колісний хід призначений для буксирування ЗПУ-2 в похідному положенні і є двома колесами з трубчастою дугою. При переведенні ЗПУ-2 в бойове положення колісний хід від'єднується, а установка вмощується основою на ґрунт. На основі знаходиться погон із поворотною платформою. На платформі розміщена люлька з кулеметами.

### Озброєння

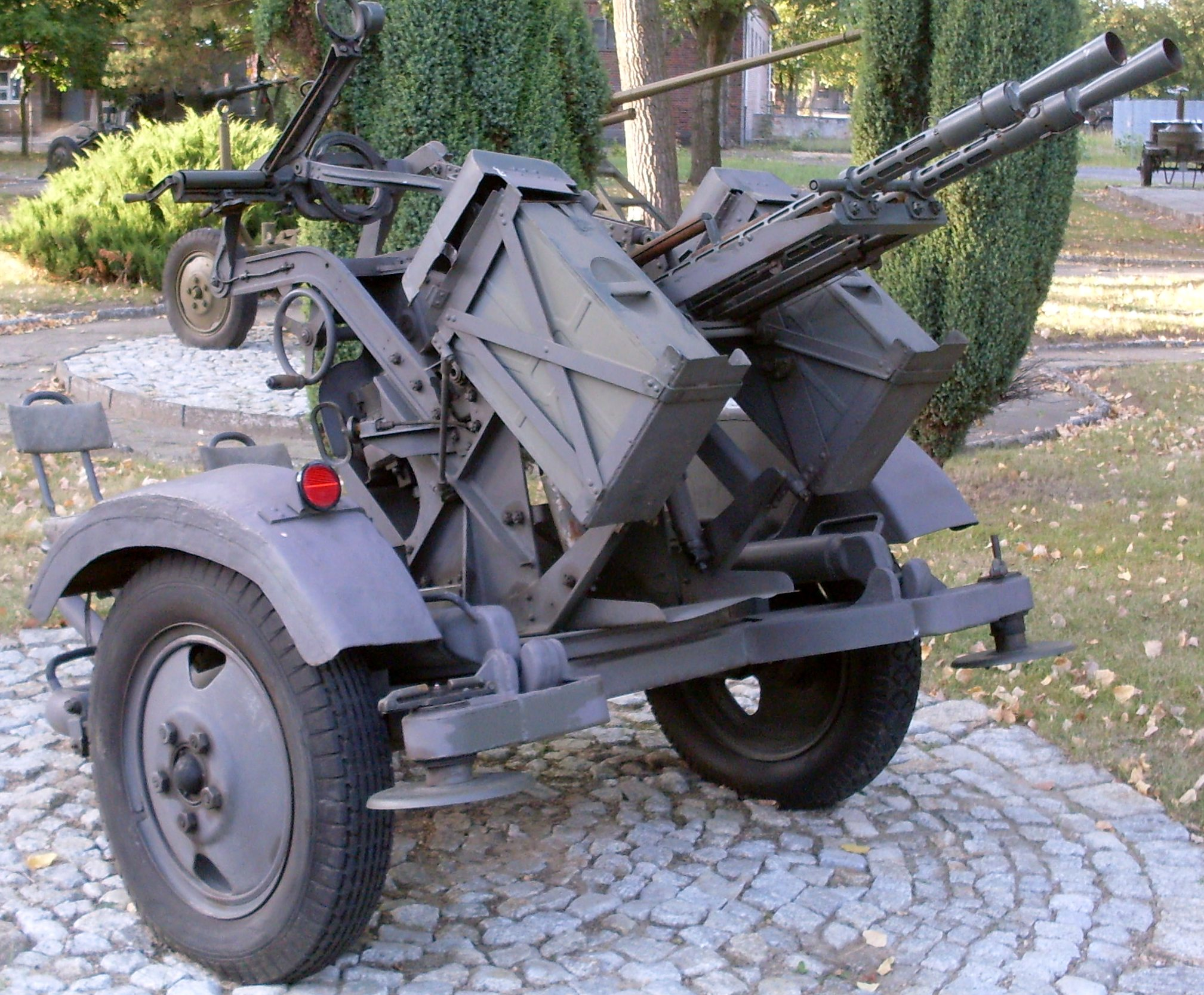
ЗПУ-2 у похідному положенні. Польща, військовий музей у Жагані.

Як озброєння використовуються спарені 14,5 мм кулемети КПВ. Для ведення вогню ЗПУ-2 забезпечена ручним та ножним механізмами спуску. У номенклатуру боєприпасів входять бронебійно-запальні кулі Б-32 і БС-41, бронебійно-запально-трасуючі кулі БЗТ, а також пристрілювально-запальні кулі ЗП. Боєкомплект розміщений у двох коробках із кулеметними стрічками. У кожній стрічці по 150 набоїв.

### Приціли
Для наведення на повітряні цілі на ЗПУ-2 розміщено ракурсний зенітний приціл, в середині прицільної частини якого встановлено турельний коліматор К10-Т. Під час стрільби по наземних об'єктах прицілювання здійснюється через укорочений оптичний приціл ПУ.

## Модифікації
- 56-УС-562 (ЗПУ-2 зраз. 1949 року) — базовий варіант
- 56-УЗ-562 (ЗУ-2 зраз. 1954 року, УЗПУ-2) — полегшений у півтора раза варіант для повітряно-десантних військ
- Тип 58 — китайська копія ЗУ-2
- Viktor (також ZU-2 та MR-2)[a] — аналог ЗПУ-2 від чеської компанії Excalibur Army, що встановлений на шасі пікапа Toyota[4][5][6].

## Оператори
- Алжир — 60 одиниць ЗПУ-2, станом на 2010 рік[7]
- Гана — 4 одиниці ЗПУ-2, станом на 2010 рік[7]
- Зімбабве — 36 одиниць ЗПУ-1, ЗПУ-2 та ЗПУ-4, станом на 2010 рік[7]
- Іран — деяка кількість ЗПУ-2, станом на 2010 рік[7]
- Ірак — кількість та статус невідомі[8]
- Камбоджа — деяка кількість ЗПУ-1, ЗПУ-2 та ЗПУ-4, станом на 2010 рік[7]
- Камерун — 18 одиниць Type-58, станом на 2010 рік[7]
- Північна Корея — деяка кількість ЗПУ-1, ЗПУ-2 та ЗПУ-4, станом на 2010 рік[7]
- Республіка Конго — деяка кількість ЗПУ-2, станом на 2018 рік[9]
- Лівія — 100 одиниць ЗПУ-2, станом на 2010 рік[7]
- Мавританія — 16 одиниць ЗПУ-2, станом на 2010 рік[7]
- Марокко — 150—180 одиниць ЗПУ-2, станом на 2010 рік[7]
- Румунія — станом на початок 2015 року, ЗПУ-2 випускається на підприємстві «Механіка» у місті Куджир[10]
- Сейшельські Острови — деяка кількість ЗПУ-2, оцінюють як недієздатні, станом на 2010 рік[7]
- Судан — деяка кількість ЗПУ-2, станом на 2010 рік[7]
- Танзанія — 40 одиниць ЗПУ-2 та ЗПУ-4, оцінюють як недієздатні, станом на 2010 рік[7]
- Уганда — деяка кількість ЗПУ-1, ЗПУ-2 та ЗПУ-4, станом на 2010 рік[7]
- Україна — станом на 2011 рік перебували на зберіганні[11]; станом на 2016 рік — відновлюються та надходять на озброєння[12]. Під час російського вторгнення (з 2022) для України виготовляються мобільні комплекси Viktor. На 15 одиниць зібрали кошти чеські волонтери[13], ще 100 одиниць профінансовано Нідерландами в рамках МТД[14].
- Центральноафриканська Республіка — деяка кількість станом на 2018 рік[9]
- Чад — деяка кількість ЗПУ-2, станом на 2018 рік[9]
- Еквадор — 128 ЗПУ-1 та ЗПУ-2, станом на 2010 рік[7]
- В'єтнам — деяка кількість використовувалася під час В'єтнамської війни, наприклад, вони встановлювалися на БТР-152

### Колишні
- СРСР

## Бойове застосування
- Війна в Перській затоці — застосовувалися іракськими військами. Трофейна ЗПУ-2 знаходиться на зберіганні у Національному музеї ВПС США.[8]
- Російсько-українська війна (з 2014) — застосовується українськими військовими[15] та терористичним утворенням ДНР[16].

## Збережені екземпляри

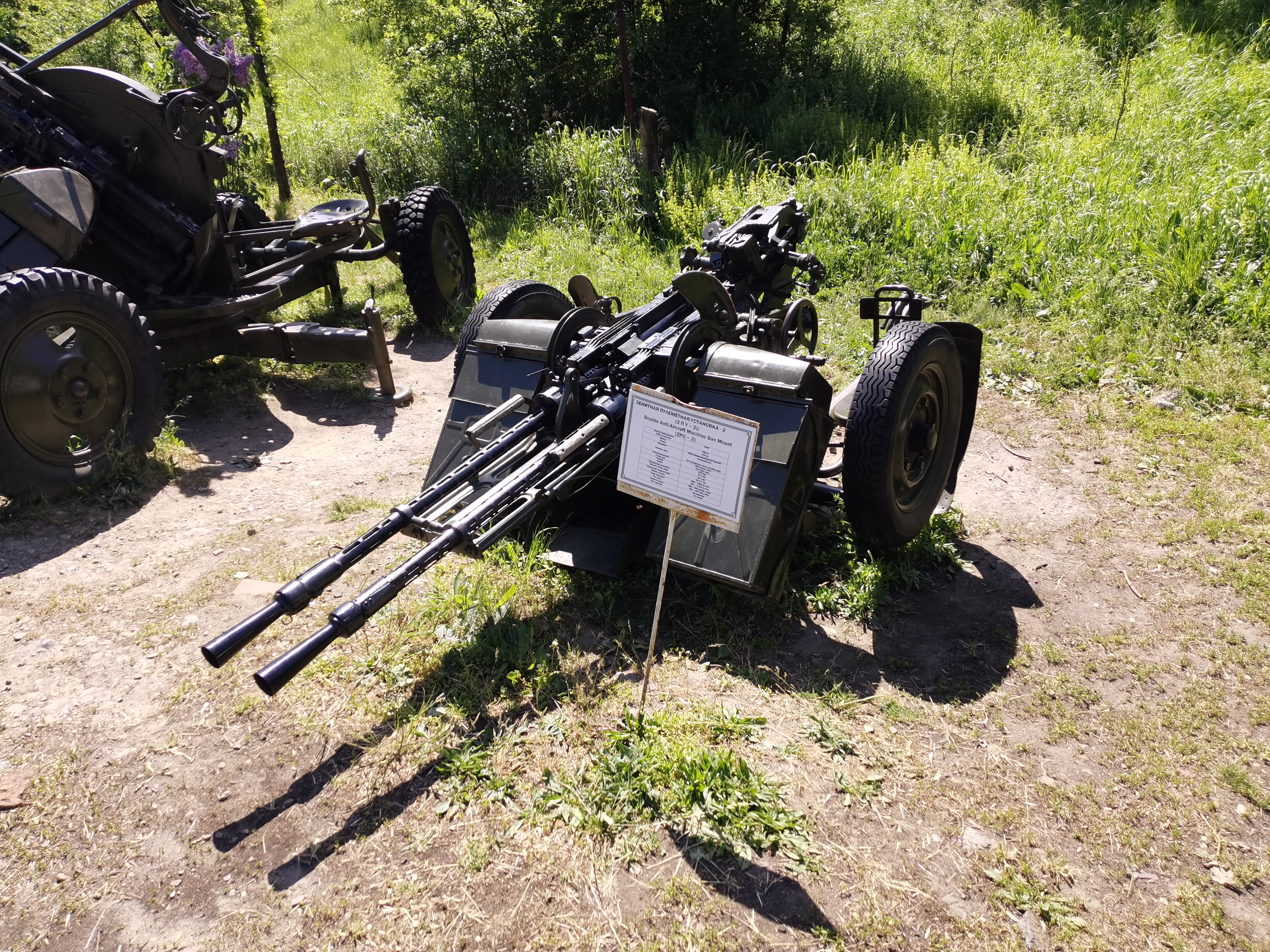
ЗПУ-2 у бойовому становищі, Військово-історичний комплекс імені Н. Д. Гулаєва, місто Аксай

- Росія — Музей історії Повітряно-десантних військ[ru] (Рязань), Технічний музей ВАТ «АвтоВАЗ»[ru] у Тольятті.
- ЗПУ-2 у бойовому становищі, Військово-історичний комплекс імені Н. Д. Гулаєва, місто Аксай Росія — Військово-історичний комплекс імені Н. Д. Гулаєва[ru], Аксай (Ростовська область).
- Польща — Центр традицій польських бронетанкових військ у Жагані.
- Україна — Луцький державний музей Збройних Сил.
- США — Національний музей Військово-повітряних сил США в Райт-Паттерсоні.